# 阴茎棘
阴茎棘是许多哺乳动物进化出的角质结构，位于龟头和/或阴茎的体部表面，并有可能在性选择中发挥作用。这些刺状物可能是简单的，单尖段结构（猕猴）或是复杂的，有着两到三个尖端的结构（原猴）。 阴茎棘的形态可能与交配系统有关。

## 人类之外的哺乳动物
猫科动物，尤其是家猫，是人们熟知的拥有阴茎棘的动物。当公猫抽出阴茎时，阴茎棘会刮过母猫的阴道壁。这一行为可能有助于诱发母猫排卵。 许多其他猫科动物也有阴茎棘，但是美洲豹和美洲狮的阴茎棘较小，而虎猫没有阴茎棘。
黑猩猩和老鼠的阴茎棘是小型的表面突起物，由最外层皮肤表面角化的细胞层堆积而成。 这存在于袋熊， 考拉， 斑鬣狗， 马岛长尾狸猫， 针鼹， 灵长类， 蝙蝠， 和若干种啮齿类动物身上。
阴茎棘通常存在于那些交配过后会留下交配塞的灵长类动物身上。 在婴猴的交配过程中，阴茎棘可能会形成一种“生殖锁”。

## 人类
与黑猩猩相对，珍珠疹是一种人类身上的常见形态变异。珍珠疹更大，看上去像是表面和底层连接的组织层外翻，并缺乏丰富的神经支配。 珍珠疹有时被称为阴茎棘退化后的残留结构。 尽管这些结构之间的联系仍然不确定。
当人族分成人属和黑猩猩属的时候，人属丢失了一段与小型角化阴茎棘形成有关的DNA调控序列。这一阴茎结构的简化可能和人类的性交习惯有关。 在一些保留了完整基因表达的物种之中，阴茎棘与更强烈的性快感和更快的高潮有关。 一个位于雄激素受体基因基因座附近的人类特异性保守缺失基因片段可能导致了人类失去阴茎棘。

## 鸟类
鸟类的阴茎上有刺和刷状的纤维。